# 17683 Kanagawa
Kanagawa (asteróide 17683) é um asteróide da cintura principal com um diâmetro de 22,08 quilómetros, a 2,5383721 UA. Possui uma excentricidade de 0,1514798 e um período orbital de 1 889,88 dias (5,18 anos).
Kanagawa tem uma velocidade orbital média de 17,22051766 km/s e uma inclinação de 18,23821º.
Este asteróide foi descoberto em 10 de Janeiro de 1997 por Atsuo Asami.